# واینلند (نیوجرسی)
واینلند (به انگلیسی: Vineland) شهری در ایالت نیوجرسی کشور ایالات متحده آمریکا است که جمعیت آن در سرشماری سال ۲۰۱۰ میلادی، ۶۰٬۷۲۴ نفر بوده‌است.